# Jennette
Jennette – miasto w Stanach Zjednoczonych, w stanie Arkansas, w hrabstwie Crittenden.